# IC 1648
IC 1648 је лентикуларна галаксија у сазвјежђу Рибе која се налази на листи објеката дубоког неба у Индекс каталогу.
Деклинација објекта је + 33° 13' 5" а ректасцензија 1h 13m 42,2s. Привидна величина (магнитуда) објекта IC 1648 износи 14,3 а фотографска магнитуда 15,3. IC 1648 је још познат и под ознакама CGCG 501-131, CGCG 502-7, NPM1G +32.0053, PGC 4417.